# Isopterygium leiotheca
Isopterygium leiotheca är en bladmossart som beskrevs av Ferdinand François Gabriel Renauld och Jules Cardot 1895. Isopterygium leiotheca ingår i släktet Isopterygium och familjen Hypnaceae. Inga underarter finns listade i Catalogue of Life.